# Семёновка (Ульяновский район)
Семёновка — деревня в Тимирязевском сельском поселении Ульяновском районе Ульяновской области.

## Расположение
Деревня располагается по обеим сторонам федеральной трассы Р241 в 12 километрах от районного центра рабочего посёлка Ишеевка и в 26 километрах от Ульяновска.

## История
Когда и кем основана эта деревня — сведений не имеется, но в 1678 году она уже существовала, состояла из трех дворов (11 душ крестьян) и принадлежала синбиренину Петру Иванову Сергиевскому; а к кому от него она перешла — тоже неизвестно. По местному преданию, первоначально селение было не на том месте, где оно теперь находится, а на самом берегу реки Бирюча; но затем, и деревня стала увеличиваться, да и кроме того, при весеннем разливе Бирючи дворы заливало, а потому деревню перевели дальше от реки, и на более возвышенное место. Та поляна, где было первоначально селение, называется и до настоящего времени «старая деревня», образуя большой выпуск между Семёновкой и селом Шумовка.
В 1762 году капрал Михаила Осипов Микулин продал князю Николаю Ивановичу Трубецкому, при деревне Семёновке 9 четвертей; а в 1763 году вдова князя Ивана Юрьевича Трубецкого, княгиня Марья Яковлевна купила здесь же 13 четвертей у секунд-майора Петра Васильевича Аристова. От князя Трубецкого эта земля перешла к князю Михаилу Михайловичу Голицыну, у которого в 1799 году был здесь только нынешний участок земли (63 дес. 1795 саж.), приобретенный впоследствии графинею Марьею Ильинишнею Остен-Сакен.
В 1780 году, при создании Симбирского наместничества, деревня Семеновка, при речке Бирюче, помещиковых крестьян, вошла в состав Симбирского уезда.
Во время генерального межевания (1795) д. Семёновка принадлежала поручику Федору Федоровичу Скрипицыну (29 дворов, в них 88 муж. и 99 жен.) и капитану Семёну Ивановичу Каменеву (4 двора, в них 17 муж. и 8 жен.); в общем пользовании их с князем М. М. Голицыным числилось 1746 дес. 1163 саж. Дочь Ф. Ф. Скрипицына, ст. сов. Анастасия Федоровна Грибовcкая, оставила в 1843 году сыну своему Федору Михайловичу в Семёновке 182 души крестьян (55 дворов) и 1682 дес. 1768 саж. земли. Затем это имение перешло к вдове полковника Варваре Александровне Кахановой, которая подарила сыну своему, ротмистру Алексею Петровичу Каханову, 875 дес. 78 саж. и их купил, в 1887 году, с публичного торга, тай. Сергей Сергеевич Глинка, продавший в 1889 году) купцу Илье Алексеевичу Пчелкину 565 дес. 1200 саж.; он построил на этом участке хутор в двух верстах от с. Крестникова, и б) крестьянам Дмитрий Сергееву Афонасееву, Василию Яковлеву Давыдову и Александре Ивановне Васиной 202 дес. (1200 саж.).
В 1859 году деревня Семёновка, по почтовому тракту из г. Симбирска в г. Казань, в 1-м стане Симбирском уезде Симбирской губернии.
Общество крестьян, бывших В. А. Кахановой, получило, на 198 ревизских душ (58 дворов), 783 десятины земли (45 дес. 699 саж. усадебной, 535 дес. пашни, 112 дес. 849 саж. выгону и 90 дес. 852 саж. лугов по р. Бирючу). Ныне здесь 290 муж. и 301 жен. (111 дворов). Местное население занимается разведением гусей в значительном количестве: некоторые домохозяева имеют по 50 голов этой птицы. Такой промысел составляет большое подспорье в хозяйстве многих крестьян и не только в Семёновке, но и в соседних: Шумовке, Арбузовке и Телешовке. Ежегодно осенью приезжают сюда торговцы, закупают до 5000 голов гуся и отправляют в [Москву.
В память освобождения от крепостной зависимости, местное крестьянское общество построило, в 1879 г. на видном месте, просторную деревянную часовню, соорудило в ней прекрасную икону св. Александра Невскаго (в 250 рублей) и ежегодно 19 февраля совершает панихиду по незабвенном Царе-Освободителе Александре Николаевиче.

## Население
| 2010 |
| ---- |
| 197  |

В 1780 году в д. Семёновке - 70 ревизских душ.
В 1859 году в д. Семёновке - в 58 дворах жило: 231 м. и 277 ж;
В 1900 году в д. Семёновке - в 95 дворах жило: 290 м. и 338 ж.;